# زونالنویه ایر انترپرایز
زونالنویه ایر انترپرایز (به انگلیسی: Zonalnoye Air Enterprise) یک شرکت هواپیمایی است که در تاریخ ۲۰ ژانوبه ۱۹۹۲ میلادی تأسیس شده است.